# Сортування змішуванням
Сортування змішуванням (англ. Cocktail sort) — один із різновидів алгоритму сортування бульбашкою. Відрізняється від сортування бульбашкою тим, що сортування відбувається в обох напрямках, міняючи напрямок при кожному проході. Цей алгоритм лише трішки складніший за сортування бульбашкою, однак, вирішує так звану проблему «черепах».

## Швидкодія
Ефективність алгоритму рівна {\displaystyle O(n^{2})} водночас для середнє статистичного та найгіршого випадку, однак, вона прямує до {\displaystyle O(n)} якщо список вже не погано відсортований, наприклад, якщо кожен елемент знаходиться у позиції, яка відрізняється від кінцевої більше, ніж на k (k ≥ 1), то його швидкодіє рівна {\displaystyle O(k*n)}.

## Відмінності від сортування бульбашкою
Сортування змішуванням мало чим відрізняється від сортування бульбашкою. Єдина його відмінність у тому, що замість багаторазового проходження через список знизу вгору, він проходить по черзі знизу вгору і згори вниз. Він може досягати трохи вищої ефективності, ніж алгоритм сортування бульбашкою. Причиною цьому є те, що алгоритм сортування бульбашкою проходить по списку лише в одному напрямі, а тому за одну ітерацію елементи списку можна перемістити лише на один крок.
Наприклад, для того, щоб відсортувати список (2,3,4,5,1), алгоритму сортування змішуванням достатньо лише одного проходу, у той час, як алгоритму сортування бульбашкою знадобиться чотири проходи. Однак, один прохід сортування змішуванням слід рахувати за два проходи сортування бульбашкою. Зазвичай, сортування змішуванням удвічі швидше за сортування бульбашкою.
Іншою можливою оптимізацією є запам'ятовування попередніх перестановок. У наступній ітерації, перестановки не повторюватимуться, а тому алгоритм матиме коротші проходи по списку.

## Приклади реалізації на різних мовах програмування

### C++
```
#include
 
<algorithm>

template
<
 
typename
 
Iterator
 
>

void
 
cocktail_sort
(
 
Iterator
 
first
,
 
Iterator
 
last
 
)

{

    
while
 
(
last
 
!=
 
first
)

    
{

        
Iterator
 
max
 
=
 
first
;

        
for
 
(
 
Iterator
 
i
 
=
 
first
;
 
i
 
!=
 
last
;
 
++
i
 
)

        
{

            
if
 
(
 
*
(
i
 
+
 
1
)
 
<
 
*
i
 
)

            
{

                
std
::
iter_swap
(
 
i
,
 
i
 
+
 
1
 
);

                
max
 
=
 
i
;

            
}

        
}

        
last
 
=
 
max
;

        
Iterator
 
min
 
=
 
last
;

        
for
 
(
 
Iterator
 
i
 
=
 
last
;
 
i
 
!=
 
first
;
 
--
i
 
)

        
{

            
if
 
(
 
*
(
i
 
-
 
1
)
 
>
 
*
i
 
)

            
{

                
std
::
iter_swap
(
 
i
,
 
i
 
-
 
1
 
);

                
min
 
=
 
i
;

            
}

        
}

        
first
 
=
 
min
;

    
}

}

```

### Java
```
public
 
static
 
void
 
cocktailSort
(
int
[]
 
a
)
 
{

    
int
 
size
 
=
 
a
.
length
;

    
boolean
 
swapped
 
=
 
false
;

    
for
 
(
int
 
k
 
=
 
size
 
-
 
1
;
 
k
 
>
 
0
;
 
k
--
)
 
{

        
swapped
 
=
 
false
;

        
for
 
(
int
 
i
 
=
 
k
;
 
i
 
>
 
size
 
-
 
1
 
-
 
k
;
 
i
--
)

            
if
 
(
a
[
i
]
 
<
 
a
[
i
-
1
]
)
 
{

                
// swap

                
int
 
temp
 
=
 
a
[
i
]
;

                
a
[
i
]
 
=
 
a
[
i
-
1
]
;

                
a
[
i
-
1
]
 
=
 
temp
;

                
swapped
 
=
 
true
;

            
}

        
for
 
(
int
 
i
 
=
 
size
 
-
 
k
;
 
i
 
<
 
k
;
 
i
++
)

            
if
 
(
a
[
i
]
 
>
 
a
[
i
+
1
]
)
 
{

                
// swap

                
int
 
temp
 
=
 
a
[
i
]
;

                
a
[
i
]
 
=
 
a
[
i
+
1
]
;

                
a
[
i
+
1
]
 
=
 
temp
;

                
swapped
 
=
 
true
;

            
}

        
if
 
(
!
swapped
)

            
break
;

    
}

}

```

### Pascal
```
s
:=
 
1
;
 
{Перший елемент масиву}

e
:=
 
25
;
 
{Останній елемент масиву}

while
 
e
 
>
 
s
 
do

begin

   
for
 
i
:=
 
s
 
to
 
e
-
1
 
do
 
if
 
Arr
[
i
]
>
Arr
[
i
+
1
]
 
then

   
begin

      
tmp
 
:=
 
Arr
[
i
]
;

      
Arr
[
i
]
 
:=
 
Arr
[
i
+
1
]
;

      
Arr
[
i
+
1
]
 
:=
 
tmp
;

      
c
 
:=
 
c
+
1
;

   
end
;

   
for
 
i
:=
 
e
 
downto
 
s
+
1
 
do
 
if
 
Arr
[
i
]
 
<
 
Arr
[
i
-
1
]
 
then

   
begin

      
tmp
 
:=
 
Arr
[
i
]
;

      
Arr
[
i
]
 
:=
 
Arr
[
i
-
1
]
;

      
Arr
[
i
-
1
]
 
:=
 
tmp
;

      
c
 
:=
 
c
+
1
;

   
end
;

    
s
:=
 
s
+
1
;

    
e
:=
 
e
-
1
;

end
;

```

### Python
```
def
 
cocktail_sort
(
A
):

    
for
 
k
 
in
 
range
(
len
(
A
)
-
1
,
 
0
,
 
-
1
):

        
swapped
 
=
 
False

        
for
 
i
 
in
 
range
(
k
,
 
0
,
 
-
1
):

            
if
 
A
[
i
]
<
A
[
i
-
1
]:

                
a
 
=
 
A
[
i
]

                
b
 
=
 
A
[
i
-
1
]

                
A
[
i
]
 
=
 
b

                
A
[
i
-
1
]
 
=
 
a

                
swapped
 
=
 
True

        
for
 
i
 
in
 
range
(
k
):

            
if
 
A
[
i
]
 
>
 
A
[
i
+
1
]:

                
a
 
=
 
A
[
i
]

                
b
 
=
 
A
[
i
+
1
]

                
A
[
i
]
 
=
 
b

                
A
[
i
+
1
]
 
=
 
a

                
swapped
 
=
 
True

      
        
if
 
not
 
swapped
:

            
return
 
A

```

### JavaScript
```
const
 
swap
 
=
 
(
arr
,
 
i
,
 
j
)
 
=>
 
{

    
const
 
akum
 
=
 
arr
[
i
]

    
arr
[
i
]
 
=
 
arr
[
j
]

    
arr
[
j
]
 
=
 
akum

}

function
 
shakerSort
(
array
)
 
{

    
let
 
leftIndex
 
=
 
0

    
let
 
rightIndex
 
=
 
array
.
length
 
-
 
1

    
while
 
(
leftIndex
 
<
 
rightIndex
)
 
{

        
for
 
(
let
 
idx
 
=
 
leftIndex
;
 
idx
 
<
 
rightIndex
;
 
idx
++
)
 
{

            
if
 
(
 
array
[
idx
]
 
>
 
array
[
idx
 
+
 
1
])
 
{

                
swap
(
array
,
 
idx
,
 
idx
 
+
 
1
)

            
}

        
}

        
rightIndex
--
;

        
for
 
(
let
 
idx
 
=
 
rightIndex
;
 
idx
 
>
 
leftIndex
;
 
idx
--
)
 
{

            
if
 
(
 
array
[
idx
]
 
<
 
array
[
idx
 
-
 
1
])
 
{

                
swap
(
array
,
 
idx
,
 
idx
 
-
 
1
)

            
}

        
}

        
leftIndex
++
;

    
}

    
return
 
array

}

```

### PHP
```
// $array - масив з числами

for
 
(
$k
 
=
 
count
(
$array
)
 
-
 
1
;
 
$k
 
>
 
0
;
 
$k
--
)
 
{

    
$swapped
 
=
 
false
;

    
    
for
 
(
$i
 
=
 
0
;
 
$i
 
<
 
$k
;
 
$i
++
)
 
{

        
if
 
(
$array
[
$i
]
 
>
 
$array
[
$i
 
+
 
1
])
 
{

            
$elem_a
 
=
 
$array
[
$i
];

            
$elem_b
 
=
 
$array
[
$i
 
+
 
1
];

            
$array
[
$i
]
 
=
 
$elem_b
;

            
$array
[
$i
 
+
 
1
]
 
=
 
$elem_a
;

            
$swapped
 
=
 
true
;

        
}

    
}

    
for
 
(
$i
 
=
 
$k
;
 
$i
 
>
 
0
;
 
$i
--
)
 
{

        
if
 
(
$array
[
$i
]
 
<
 
$array
[
$i
 
-
 
1
])
 
{

            
$elem_a
 
=
 
$array
[
$i
];

            
$elem_b
 
=
 
$array
[
$i
 
-
 
1
];

            
$array
[
$i
]
 
=
 
$elem_b
;

            
$array
[
$i
 
-
 
1
]
 
=
 
$elem_a
;

            
$swapped
 
=
 
true
;

        
}

    
}

    
if
 
(
!
$swapped
)

        
break
;

}

```